# Дзанки, Антонио
Анто́нио Дза́нки (итал. Antonio Zanchi; 6 декабря 1631, Эсте — 12 апреля 1722, Венеция) — итальянский живописец венецианской школы. Работал под влиянием творчества Караваджо, используя драматические светотеневые эффекты и резкие, несколько театральные ракурсы в изображении обнажённых фигур. Его творчество относят к течению тенебризма.

## Биография
Антонио Дзанки родился в городке Эсте, в пригороде Падуи, область Венето. Прибыв в Венецию, он поступил учеником в мастерскую маньеристского художника Маттео Понцоне.
Дзанки работал под влиянием Тинторетто и венецианских караваджистов: Франческо Руски и Джанбаттиста Ланджетти. Его живопись формировалась в русле течения тенебризма, популярного в Венеции XVII—XVIII веков. Его картины переполнены крупными, экспрессивно трактованными фигурами с резкими контрастами светотени, они напоминают произведения других караваджистов: Хусепе Риберы, Франсиско де Сурбарана, Франсиско Рибальты и Луки Джордано. Известность художнику принесли монументально-декоративные росписи на стенах и потолках церквей и дворцов.

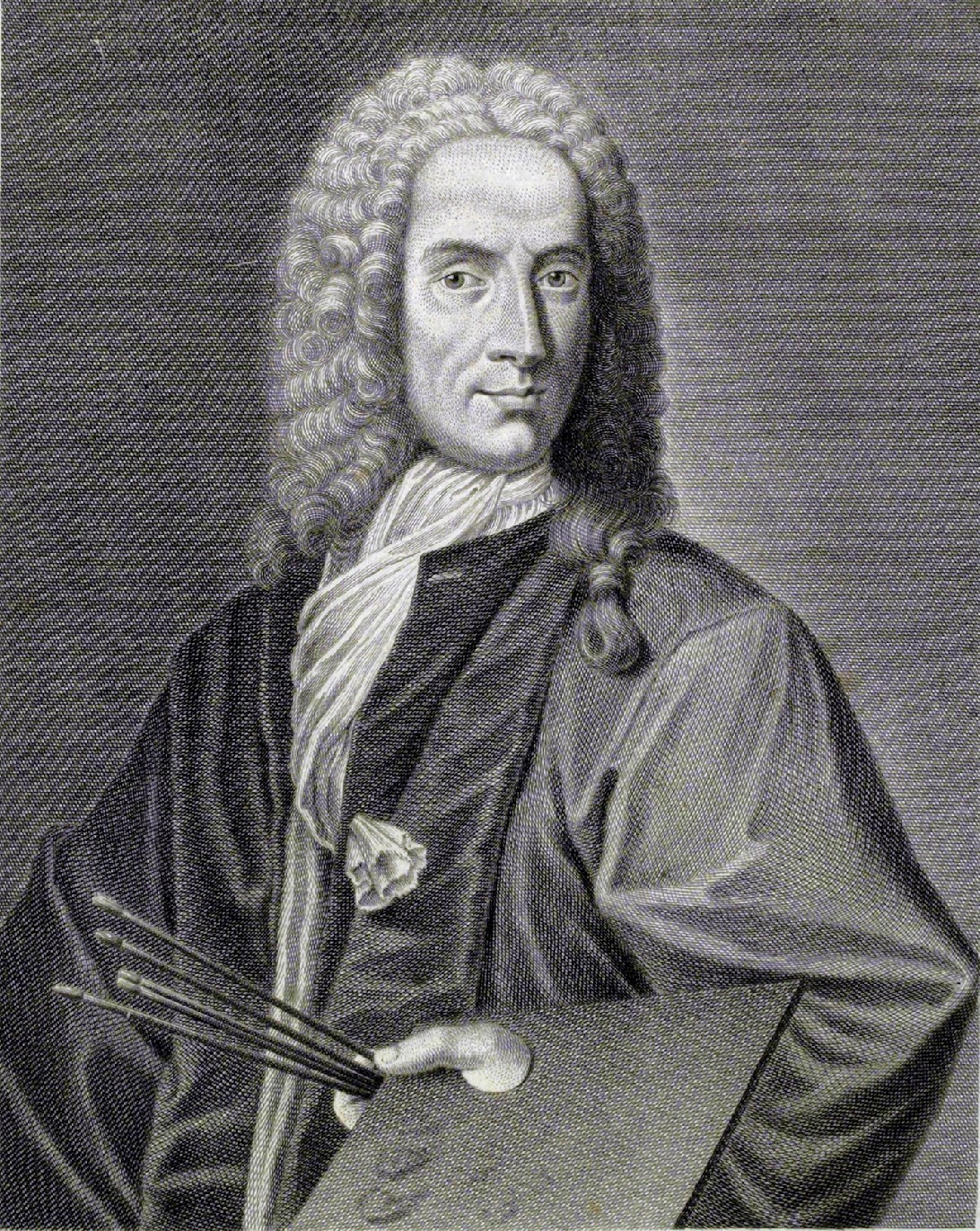
П. А. Пацци. Портрет Антонио Дзанки. Гравюра на меди

Дзанки доводилось работать не только в Венеции, но и в Падуе, Вероне, Брешиа, Милане, и даже в Мюнхене, столице Баварии и его окрестностях. Во время Второй мировой войны, в 1944—1945 годах, монастырская церковь Святой Анны в Баварии была основательно повреждена, а западное крыло с росписью Антонио Дзанки «Святые Аделаида и Каэтан во славе» (создана, вероятно, в начале 1670-х годов) погибла.
Среди соучеников и единомышленников Дзанки были Франческо Тревизани, Пьетро Негри и Антонио Молинари. Его сын Джузеппе (итал. Giuseppe Zanchi) также стал художником.

## Галерея

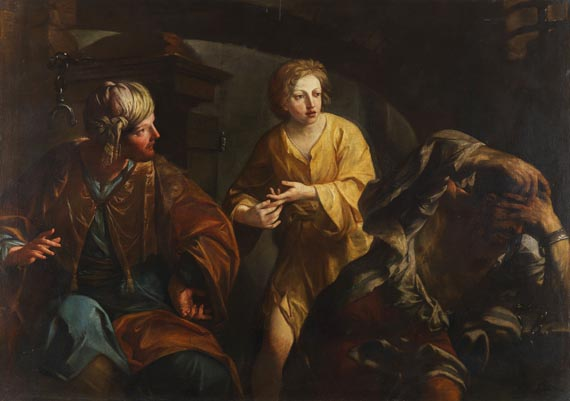
Иосиф толкует сны виночерпия и хлебодара. Холст, масло. Частное собрание
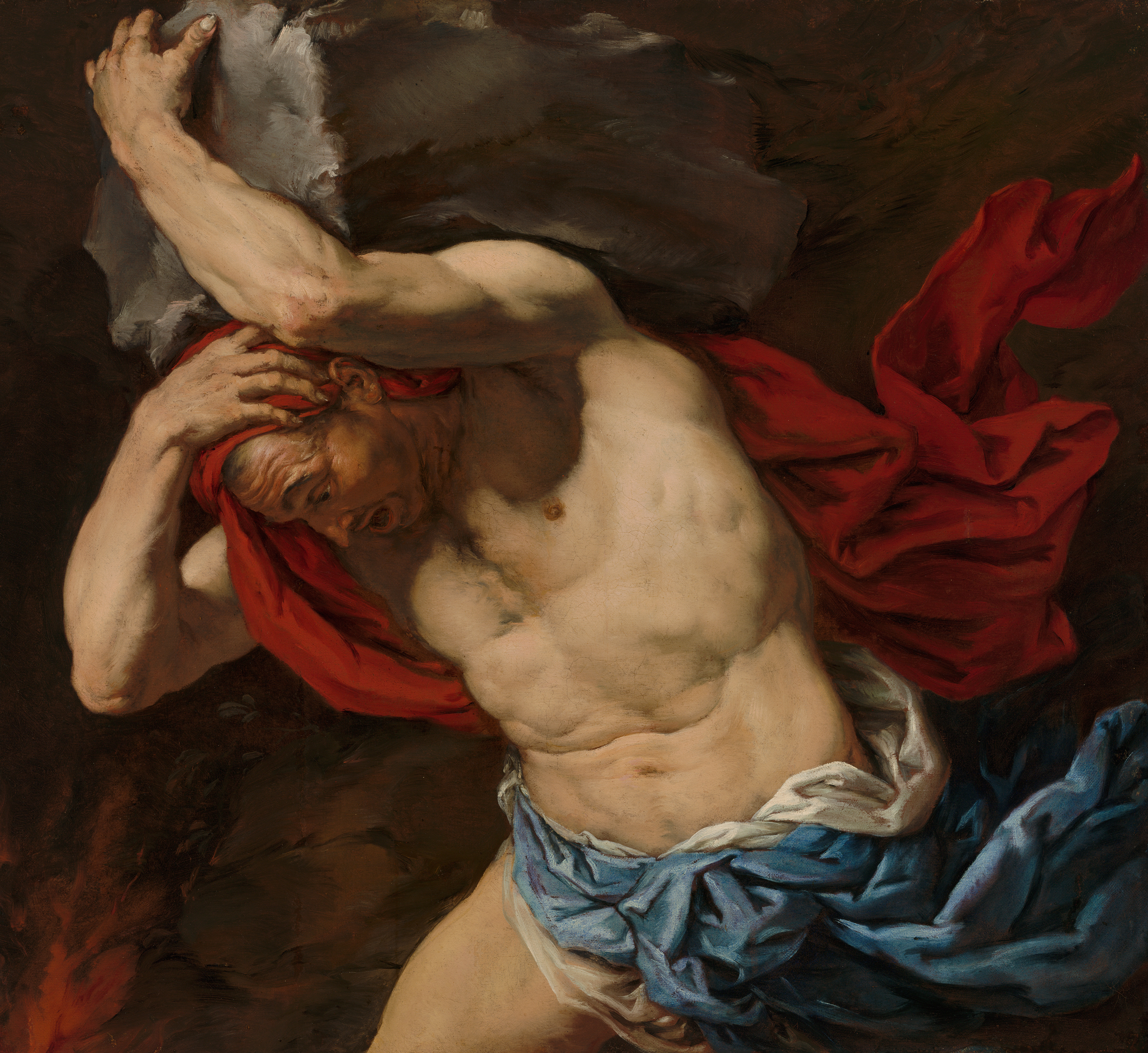
Сизиф. Между 1660 и 1665. Холст, масло. Маурицхёйс, Гаага
Давид и Голиаф. Холст, масло. Частное собрание
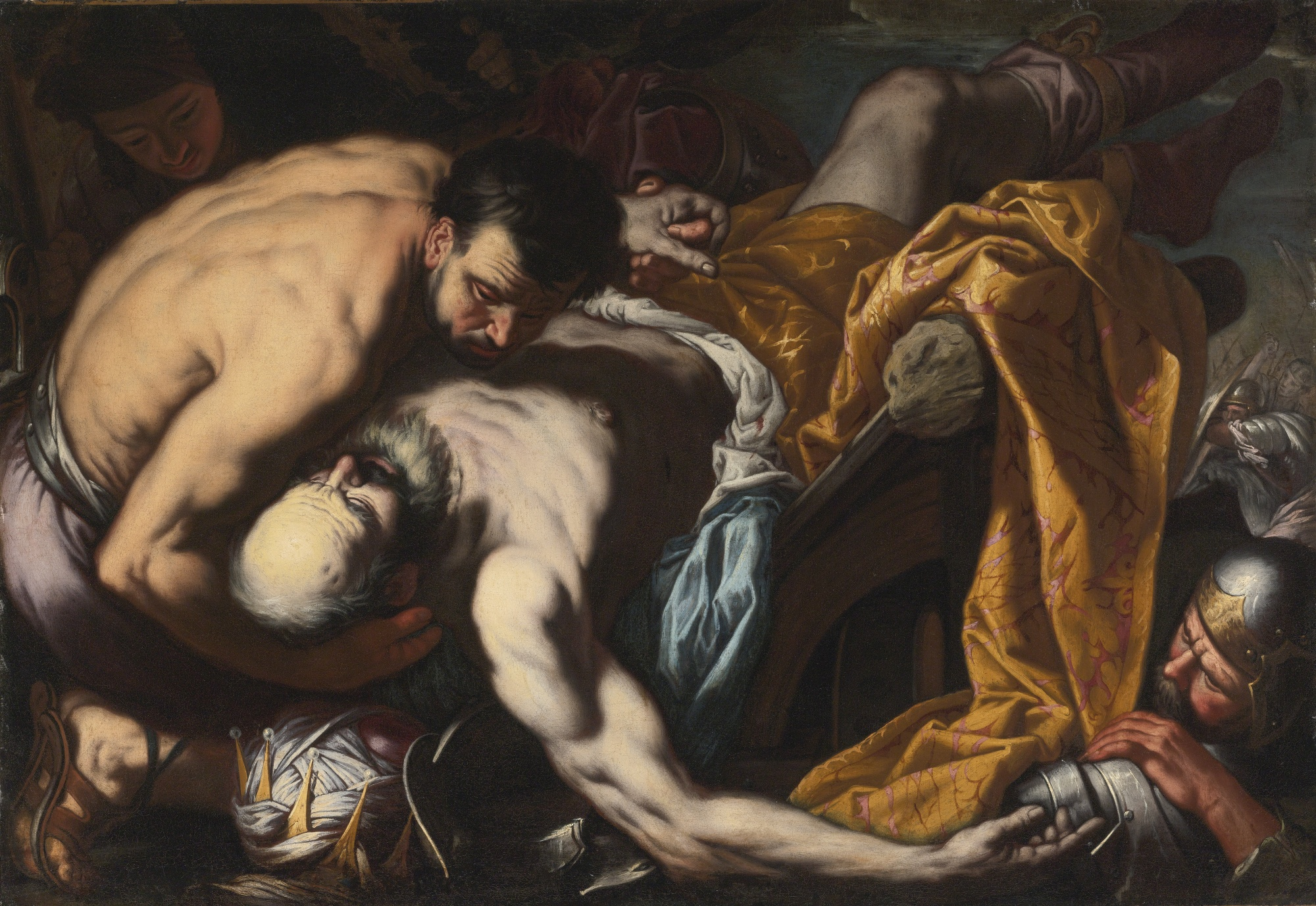
Смерть царя Иосии. Холст, масло. Частное собрание
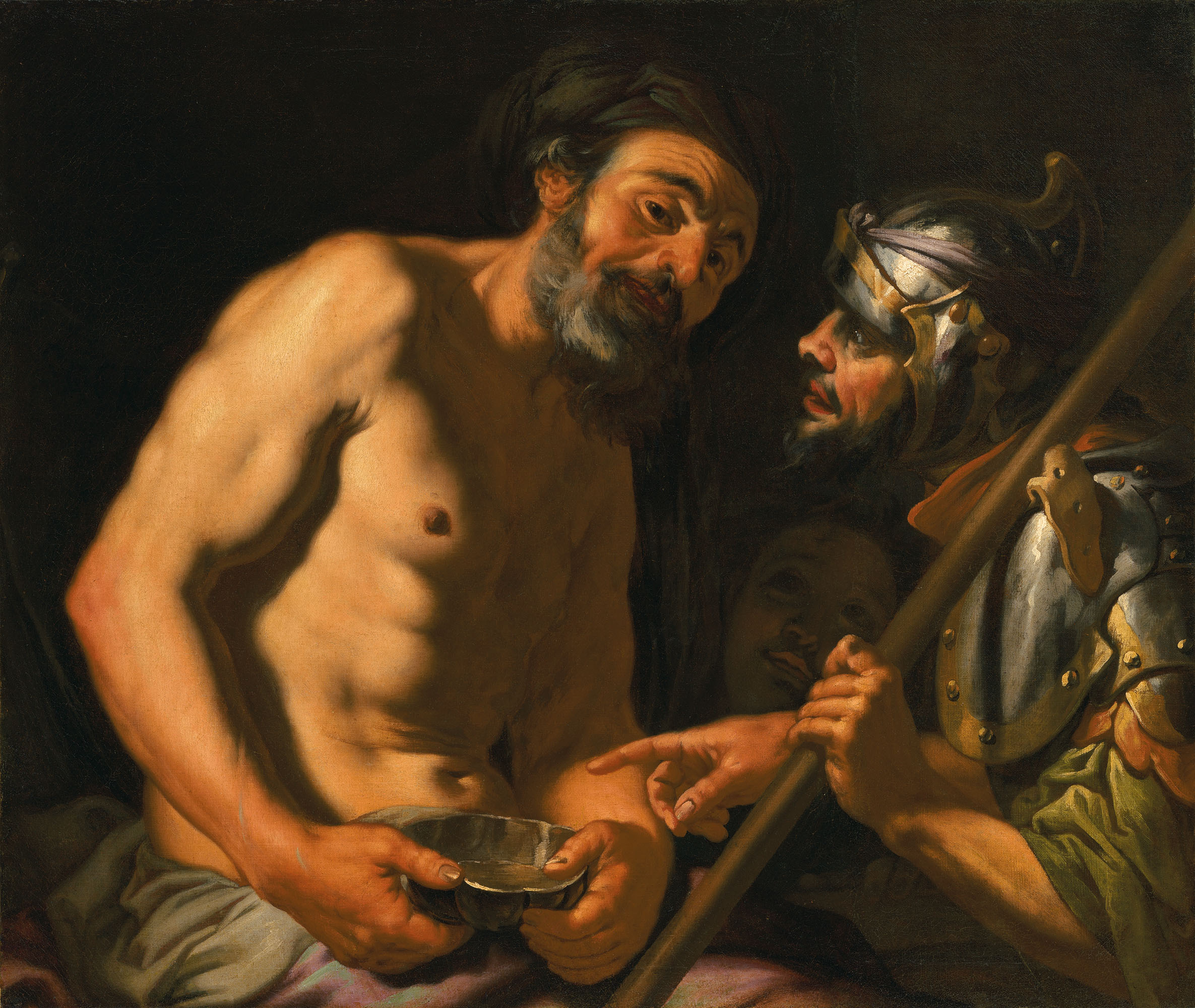
Смерть Сократа. Холст, масло. Частное собрание
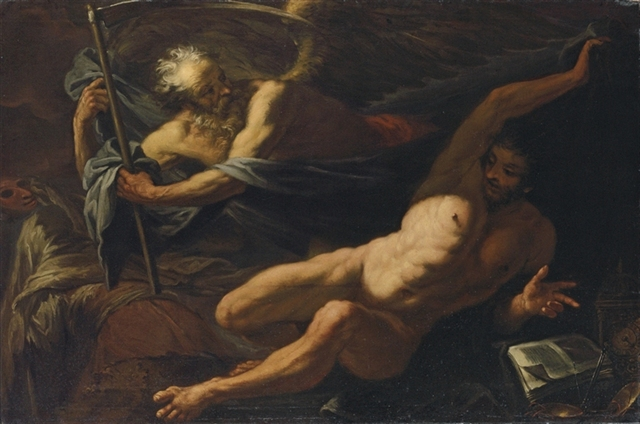
Аллегория времени. Холст, масло. Частное собрание
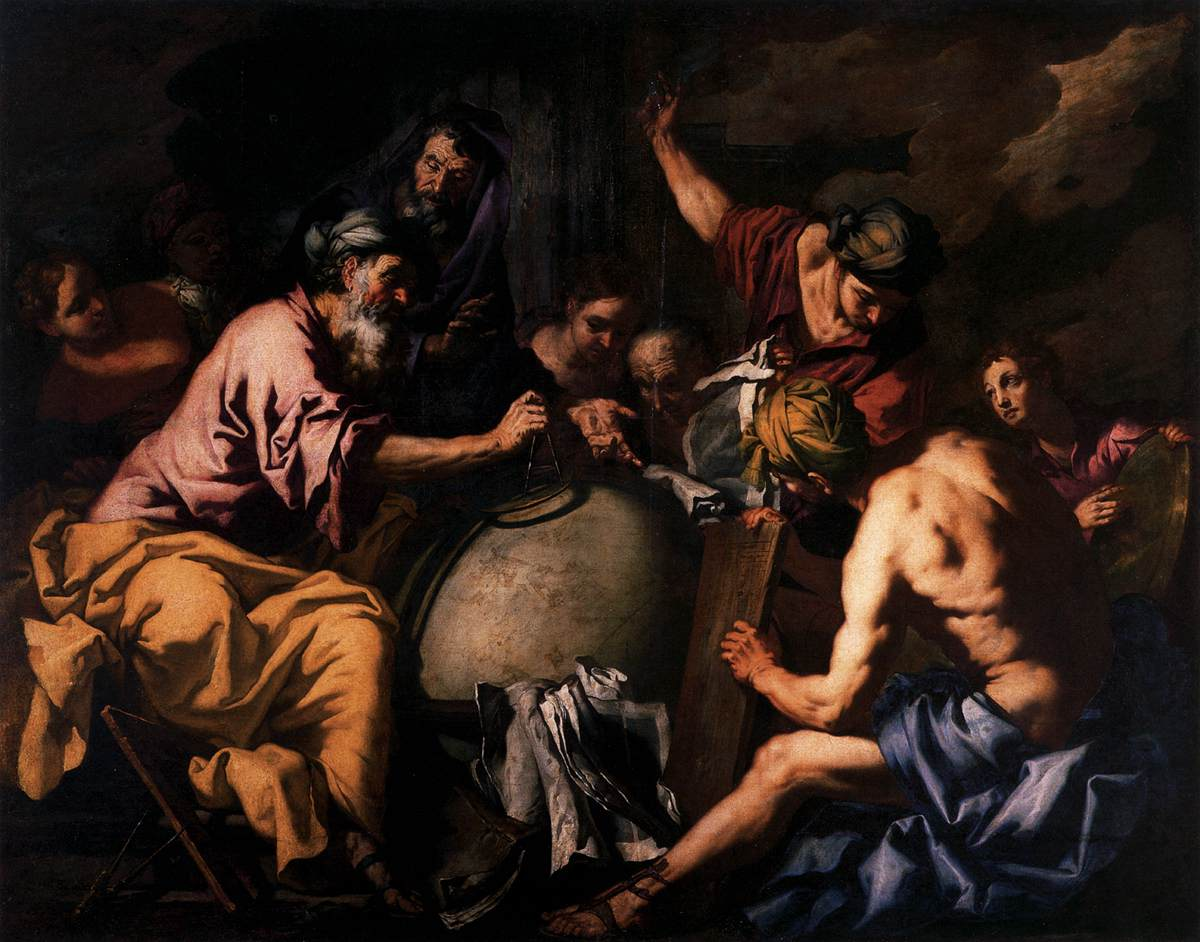
Авраам обучает египтян астрологии. Ок. 1665. Холст, масло. Церковь Санта-Мария-дель-Джильо, Венеция
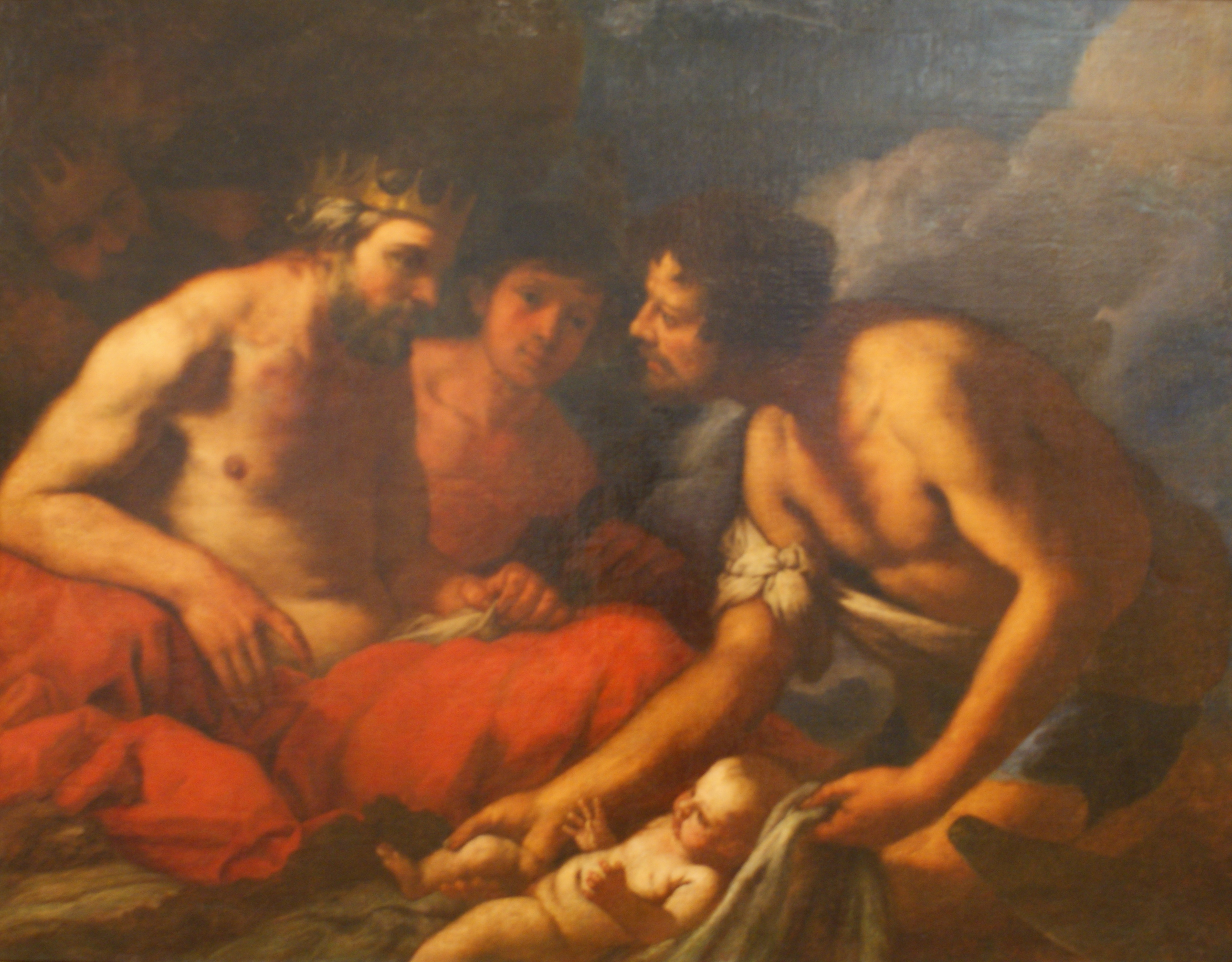
Разоблачение Одиссея. До 1722. Холст, масло. Национальный музей республики Беларусь, Минск
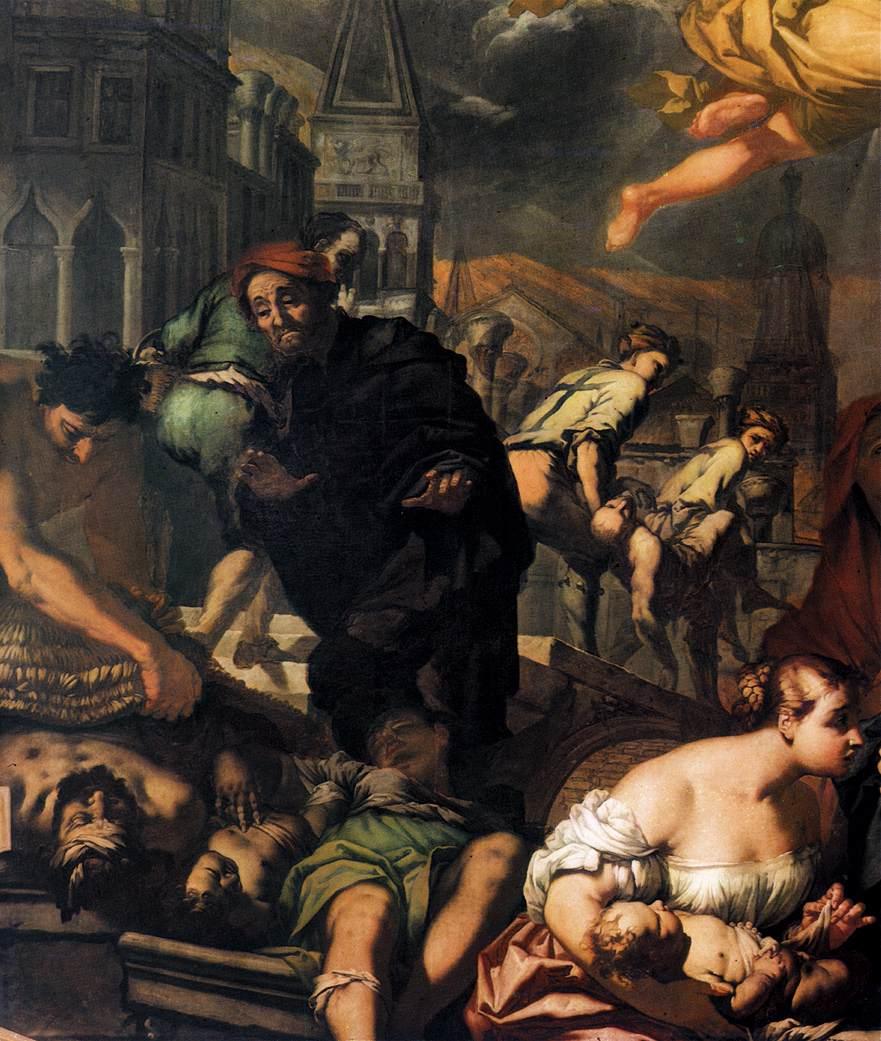
Явление Девы Марии жертвам чумы. Деталь. 1666. Скуола Гранде-ди-Сан-Рокко, Венеция

## Наиболее известные произведения
- Зал Томмазео[7] в Скуола Гранде-ди-Сан-Фантин, Венеция:
  - «Иисус, изгоняющий торговцев из Храма» (композиция на правой стене зала, около 1667)
  - «Страшный суд» (роспись потолка, завершено около 1674).
- «Явление Девы Марии во время чумы», 1666 / Скуола Гранде-ди-Сан-Рокко, Венеция (лестница)
- Восстановлению и новому открытию для публики одной из самых важных картин, хранящихся в Тревизо, недалеко от церкви Сан-Вито / итал. Chiesa di San Vito (Treviso) близ Венеции, — «Коронование Девы Марии» авторства Антонио Дзанки. Также, в 2010 вышла книга, документирующая этапы реставрации живописи Дзанки: M. Sole Crespi, etc. Incoronazione della Vergine di Antonio Zanchi. Restauro e riscoperta, chiesa San Vito in Treviso. — 2010.